# Stenoproctus divergens
Stenoproctus divergens är en tvåvingeart som beskrevs av Smith 1969. Stenoproctus divergens ingår i släktet Stenoproctus och familjen puckeldansflugor. Inga underarter finns listade i Catalogue of Life.